# Einar Wikander

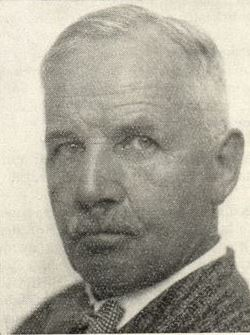
Einar Wikander.

Claes Axel Einar Wikander, född 3 juni 1872 i Björketorps församling, Älvsborgs län, död 25 november 1944, var en svensk ingenjör. Han är känd för sitt arbete mot den på hans tid förekommande likströmsdistributionen och för att tidigt ha förespråkat växelström med frekvensen 50 Hz, något som sedermera blev allmänt infört. 
Wikander, som var son till lantbrukare Oskar Wikander och Cecilia Malmström, avlade avgångsexamen som maskiningenjör vid Chalmers tekniska läroanstalt 1892. Han var anställd i Stockholm 1892–1894, hos Sigmund Schuckert i Nürnberg och Louis Schwartzkopff i Berlin 1894–1897, vid Siemens & Halskes avdelning för elektriska banor 1897–1900, vid Düsseldorfs elverk (ombyggda efter Wikanders planer) 1900–1906. Han var vidare statens inspektör för elektriska anläggningar 1906, chef för Göteborgs elverk (byggda efter Wikanders förslag) 1906–1909, ledamot av Geschäftsstelle für Elektrizitätsverwertung i Berlin 1909–1914, Berlins expert för elverksfrågor 1914, direktör vid det av Berlin på grund av Wikanders utlåtande köpta elverket 1915–1917 samt disponent och styrelseledamot i AB Bofors och dess dotterbolag 1918–1919. Han var Stadtrat och ledamot av magistraten i Schöneberg 1912–1914, expert för elverk i åtskilliga svenska och tyska städer och 1917 hos sachsiska regeringen över förstatligande av elverk i Sachsen. 
Som chef för Göteborgs elverk representerade Wikander den kraftkonsument, som hade störst olägenhet av den för Trollhätte kraftverk föreslagna frekvensen 25 Hz. Det var därför helt naturligt, att han aktivt deltog i diskussionen om frekvensvalet. Hans överväganden ledde till att frekvensen 50 Hz borde föredras. Trollhätteverkets egna sakkunniga, däribland August Decker, Torsten Holmgren och Arvid Lindström, vidhöll emellertid, att den lägre frekvensen vore lämpligast, bland annat med hänsyn till framtida kraftöverföring över mycket stora avstånd. Det blev en häftig strid, under vilken Wikander energiskt kämpade för sin sak. Han lyckades dock ej att övertyga kraftverkets styrelse och man valde därför 25 Hz, men på längre sikt visade det sig att han hade rätt. Han bedrev omfattande författarskap om utförande av elverk och elektriska tariffer och även om försvarsfrågor, speciellt sjöförsvar (pansarbåtens ombyggnad), Trollhättans frekvensfråga, Stockholms bangårdsfråga samt Stockholms gas- och elverk. Wikander är begravd på Djursholms begravningsplats.